# Archidiecezja Porto Velho
Archidiecezja Porto Velho (łac. Archidioecesis Portus Veteris, port. Arquidiocese de Porto Velho) – rzymskokatolicka archidiecezja ze stolicą w Porto Velho w stanie Rondônia, w Brazylii. Arcybiskupi Porto Velho są również metropolitami metropolii o tej samej nazwie.
W 2000 w archidiecezji służyło 65 zakonników i 63 sióstr zakonnych.

## Historia
1 maja 1925 papież Pius XI bullą Inter Nostri erygował prałaturę terytorialną Porto Velho. Dotychczas wierni z tych terenów należeli do diecezji: amazońskiej (obecnie archidiecezja Manaus) i São Luíz de Cáceres.
W miarę rozwoju katolicyzmu na tych terenach z prałatury terytorialnej Porto Velho wydzielono:
- 1 marca 1929 - prałaturę terytorialną Guajará-Mirim (obecnie diecezja Guajará-Mirim)
- 26 czerwca 1961 - prałaturę terytorialną Humaitá (obecnie diecezja Humaitá)
- 3 stycznia 1978 - prałaturę terytorialną Vila Rondônia (obecnie diecezja Ji-Paraná)

16 października 1979 papież Jan Paweł II wyniósł prałaturę terytorialną Porto Velho do rangi diecezji, a 4 października 1982 do rangi archidiecezji metropolitarnej.

## Ordynariusze

### Prałaci Porto Velho
- Pedro Massa SDB[1] (1925 - 1946) administrator apostolski; także administrator apostolski (do 1941) a następnie prałat Rio Negro
- João Batista Costa SDB (1946 - 1979)

### Biskup Porto Velho
- João Batista Costa SDB (1979 - 1982)

### Arcybiskupi Porto Velho
- José Martins da Silva SDN (1982 - 1997)
- Moacyr Grechi OSM (1998 - 2011)
- Esmeraldo Barreto de Farias Inst. Prado (2011 - 2015)
- Roque Paloschi (od 2015)